# WINNING LIVE
「WINNING LIVE」（ウィニングライブ）は、2021年3月17日からリリースされている『ウマ娘 プリティーダービー』のキャラクターソングCDシリーズ。

## 概要
ゲーム『ウマ娘 プリティーダービー』で使用された楽曲を収録したキャラクターソングアルバムシリーズで、「STARTING GATE」シリーズの後継作品にあたる。発売元はランティス。

## 01
2021年3月17日発売。
収録曲
1. GIRLS' LEGEND U
作詞：五十嵐萌 (Cygames)、作曲：本田晃弘 (Cygames)、編曲：東大路憲太、歌：スペシャルウィーク (和氣あず未)、サイレンススズカ (高野麻里佳)、トウカイテイオー (Machico)、マルゼンスキー (Lynn)、オグリキャップ (高柳知葉)、ゴールドシップ (上田瞳)、ウオッカ (大橋彩香)、ダイワスカーレット (木村千咲)、タイキシャトル (大坪由佳)、グラスワンダー (前田玲奈)、メジロマックイーン (大西沙織)、エルコンドルパサー (髙橋ミナミ)、シンボリルドルフ (田所あずさ)、エアグルーヴ (青木瑠璃子)、マヤノトップガン (星谷美緒)、メジロライアン (土師亜文)、ライスシャワー (石見舞菜香)、アグネスタキオン (上坂すみれ)、ウイニングチケット (渡部優衣)、サクラバクシンオー (三澤紗千香)、スーパークリーク (優木かな)、ハルウララ (首藤志奈)、マチカネフクキタル (新田ひより)、ナイスネイチャ (前田佳織里)、キングヘイロー (佐伯伊織)
ゲーム「ウマ娘 プリティーダービー」テーマソング。ゲームではグランドライブを開放することで本曲が解放される。
2. NEXT FRONTIER
作詞：うらん、作曲・編曲：山口朗彦、歌：グラスワンダー (前田玲奈)、メジロマックイーン (大西沙織)、テイエムオペラオー (徳井青空)、ライスシャワー (石見舞菜香)、スーパークリーク (優木かな)、ゼンノロブロイ (照井春佳)
ゲームでは天皇賞(春)、天皇賞(秋)、有馬記念のいずれかで勝つことで本曲が解放される。
3. 本能スピード
作詞：うらん、作曲：濱田幹浩、編曲：AJURIKA、歌：オグリキャップ (高柳知葉)、ウオッカ (大橋彩香)、タイキシャトル (大坪由佳)、エルコンドルパサー (髙橋ミナミ)、サクラバクシンオー (三澤紗千香)、ビコーペガサス (田中あいみ)、ナイスネイチャ (前田佳織里)、キングヘイロー (佐伯伊織)
ゲームでは高松宮記念、スプリンターズステークス、マイルチャンピオンシップ、NHKマイルカップ、安田記念、ヴィクトリアマイルのいずれかで勝つことで本曲が解放される。
4. はじまりのSignal
作詞・作曲・編曲：永井正道、歌：メジロマックイーン (大西沙織)
ゲームではメインストーリー第1章をクリアすることで本曲が解放される。
5. うまぴょい伝説
作詞・作曲・編曲：本田晃弘 (Cygames)、歌：スペシャルウィーク (和氣あず未)、サイレンススズカ (高野麻里佳)、トウカイテイオー (Machico）、マルゼンスキー (Lynn)、オグリキャップ (高柳知葉)、ゴールドシップ (上田瞳)、ウオッカ (大橋彩香)、ダイワスカーレット (木村千咲)、タイキシャトル (大坪由佳)、グラスワンダー (前田玲奈)、メジロマックイーン (大西沙織)、エルコンドルパサー (髙橋ミナミ)、シンボリルドルフ (田所あずさ)、エアグルーヴ (青木瑠璃子)、マヤノトップガン (星谷美緒)、メジロライアン (土師亜文)、ライスシャワー (石見舞菜香)、アグネスタキオン (上坂すみれ)、ウイニングチケット (渡部優衣)、サクラバクシンオー (三澤紗千香)、スーパークリーク (優木かな)、ハルウララ (首藤志奈)、マチカネフクキタル (新田ひより)、ナイスネイチャ (前田佳織里)、キングヘイロー (佐伯伊織)
6. ドラマ「夢への一歩」
7. GIRLS' LEGEND U (Game Size)
8. NEXT FRONTIER (Game Size)
9. winning the soul (Game Size)
作詞・作曲・編曲：宮崎誠、歌：スペシャルウィーク (和氣あず未)、トウカイテイオー (Machico)、ナリタブライアン (衣川里佳)、シンボリルドルフ (田所あずさ)、セイウンスカイ (鬼頭明里)、アグネスタキオン (上坂すみれ)、マチカネフクキタル (新田ひより)、ミスターシービー (天海由梨奈)
10. 本能スピード (Game Size)
11. はじまりのSignal (Game Size)
12. うまぴょい伝説 (Game Size)

## 02
2021年9月22日発売。
収録曲
1. 涙ひかって明日になれ!
作詞：真崎エリカ、作曲：原田篤 (Arte Refact)、編曲：脇眞富 (Arte Refact)、歌：ビワハヤヒデ (近藤唯)、ウイニングチケット (渡部優衣)、ナリタタイシン (渡部恵子)
ゲームではメインストーリー第3章をクリアすることで本曲が解放される。
2. 彩 Phantasia
作詞：五十嵐萌 (Cygames)、作曲：本田晃弘 (Cygames)、編曲：秋田真典 (INSPION)、歌：エアグルーヴ (青木瑠璃子)、カワカミプリンセス (高橋花林)、スイープトウショウ (杉浦しおり)、ニシノフラワー (河井晴菜)、メジロドーベル (久保田ひかり)
ゲームでは桜花賞、オークス、秋華賞のいずれかで勝つことで本曲が解放される。
3. BLAZE
作詞：安藤紗々、作曲・編曲：大和、歌：ナリタブライアン (衣川里佳)
ゲームではメインストーリー第4章をクリアすることで本曲が解放される。
4. Never Looking Back
作詞：磯谷佳江、作曲：ヤナガワタカオ、編曲：睦月周平、歌：ダイワスカーレット (木村千咲)、グラスワンダー (前田玲奈)、テイエムオペラオー (徳井青空)、ナリタブライアン (衣川里佳)、シンボリルドルフ (田所あずさ)、エアグルーヴ (青木瑠璃子)、マヤノトップガン (星谷美緒)、ミホノブルボン (長谷川育美)
ゲームではHalf Anniversaryストーリー第6話を閲覧することで本曲が解放される。
5. うまぴょい伝説
歌：ダイワスカーレット (木村千咲)、グラスワンダー (前田玲奈)、テイエムオペラオー (徳井青空)、ナリタブライアン (衣川里佳)、シンボリルドルフ (田所あずさ)、エアグルーヴ (青木瑠璃子)、ビワハヤヒデ (近藤唯)、マヤノトップガン (星谷美緒)、ミホノブルボン (長谷川育美)、ウイニングチケット (渡部優衣)、カワカミプリンセス (高橋花林)、スイープトウショウ (杉浦しおり)、ナリタタイシン (渡部恵子)、ニシノフラワー (河井晴菜)、メジロドーベル (久保田ひかり)
6. ドラマ「アタシたちの歌!」
7. 涙ひかって明日になれ! (Game Size)
8. 彩 Phantasia (Game Size)
9. BLAZE (Game Size)
10. Never Looking Back (Game Size)
11. うまぴょい伝説 (Game Size)

## 03
2022年2月9日発売。
収録曲
1. WINnin' 5 -ウイニング☆ファイヴ-
作詞：西田恵美、作曲：岡村諭志、編曲：EFFY (FirstCall)、歌：タイキシャトル(大坪由佳)、ミホノブルボン(長谷川育美)、ライスシャワー(石見舞菜香)、ハルウララ(首藤志奈)、マチカネフクキタル(新田ひより)
ゲームではアオハル杯でチーム・ファーストに勝利することで本曲が解放される。
2. Just a little bit
作詞：松井洋平、作曲：由良崇将、編曲：EFFY (FirstCall)、歌：メジロドーベル (久保田ひかり)
3. transforming
作詞：森由里子、作曲・編曲：田中秀和 (MONACA)、歌：サイレンススズカ(高野麻里佳)、アグネスタキオン(上坂すみれ)
ゲームではメインストーリー第5章をクリアすることで本曲が解放される。
4. Exercise the Right
作詞:モリタコータ、作曲・編曲:新田目駿 (HANO) ・廣澤優也 (HANO)、歌：キングヘイロー(佐伯伊織)
5. UNLIMITED IMPACT
作詞：真崎エリカ、作曲・編曲：佐伯高志、歌：アグネスデジタル(鈴木みのり)、シンコウウインディ(高田憂希)、スマートファルコン(大和田仁美)、ハルウララ(首藤志奈)
ゲームではフェブラリーステークス、チャンピオンズカップ、東京大賞典、川崎記念、かしわ記念、帝王賞、ジャパンダートダービー、マイルチャンピオンシップ南部杯、JBCスプリント、JBCレディスクラシック、JBCクラシックのいずれかで勝つことで本曲が解放される。
6. ライトレス
作詞・作曲・編曲：TAKU INOUE、歌：アグネスタキオン(上坂すみれ)
7. うまぴょい伝説
歌：サイレンススズカ(高野麻里佳)、タイキシャトル(大坪由佳)、アグネスデジタル(鈴木みのり)、ミホノブルボン(長谷川育美)、ライスシャワー(石見舞菜香)、アグネスタキオン(上坂すみれ)、シンコウウインディ(高田憂希)、スマートファルコン(大和田仁美)、ハルウララ(首藤志奈)、マチカネフクキタル(新田ひより)、メジロドーベル(久保田ひかり)、キングヘイロー(佐伯伊織)
8. winning the soul
歌：スペシャルウィーク (和氣あず未)、トウカイテイオー (Machico)、ナリタブライアン (衣川里佳)、シンボリルドルフ (田所あずさ)、セイウンスカイ (鬼頭明里)、アグネスタキオン (上坂すみれ)、マチカネフクキタル (新田ひより)、ミスターシービー (天海由梨奈)
9. WINnin' 5 -ウイニング☆ファイヴ- (Game Size)
10. transforming (Game Size)
11. UNLIMITED IMPAC (Game Size)
12. うまぴょい伝説 (Game Size)

## 04
2022年3月16日発売。
収録曲
1. BLOW my GALE
作詞：真崎エリカ、作曲：山本恭平 (Arte Refact)、編曲：河合泰志 (Arte Refact)、歌：マルゼンスキー(Lynn)、メジロマックイーン(大西沙織)、ナリタブライアン(衣川里佳)、シンボリルドルフ(田所あずさ)、タマモクロス(大空直美)、マンハッタンカフェ(小倉唯)、エイシンフラッシュ(藤野彩水)
ゲームではトゥインクルスタークライマックスで優勝することで本曲が解放される。
2. 武名疾走!
作詞：松井洋平 作曲・編曲：三好啓太、歌：ヤエノムテキ(日原あゆみ)
3. ひたむきマイノート
作詞：真崎エリカ、作曲：脇眞富(Arte Refact)・山本恭平(Arte Refact)、編曲：脇眞富(Arte Refact)、歌：サクラチヨノオー(野口瑠璃子)
4. 硝子のエトワール
作詞：森由里子 作曲・編曲：滝澤俊輔 (TRYTONELABO)、歌：メジロアルダン(会沢紗弥)
5. Ambitious World
作詞：真崎エリカ、作曲・編曲：大熊淳生 (Arte Refact)、歌：サトノダイヤモンド(立花日菜)、キタサンブラック(矢野妃菜喜)
6. ユメヲカケル!
作詞： マイクスギヤマ 作曲・編曲：東大路憲太、歌：ナイスネイチャ(前田佳織里)、マチカネタンホイザ(遠野ひかる)、イクノディクタス(田澤茉純)、ツインターボ(花井美春)
7. winning the soul
歌：オグリキャップ(高柳知葉)、スーパークリーク(優木かな)、サクラチヨノオー(野口瑠璃子)、メジロアルダン(会沢紗弥)、ヤエノムテキ(日原あゆみ)
8. うまぴょい伝説
歌：マルゼンスキー(Lynn)、オグリキャップ(高柳知葉)、メジロマックイーン(大西沙織)、ナリタブライアン(衣川里佳)、シンボリルドルフ(田所あずさ)、タマモクロス(大空直美)、マンハッタンカフェ(小倉唯)、エイシンフラッシュ(藤野彩水)、スーパークリーク(優木かな)、ナイスネイチャ(前田佳織里)、マチカネタンホイザ(遠野ひかる)、イクノディクタス(田澤茉純)、ツインターボ(花井美春)、サトノダイヤモンド(立花日菜)、キタサンブラック(矢野妃菜喜)、サクラチヨノオー(野口瑠璃子)、メジロアルダン(会沢紗弥)、ヤエノムテキ(日原あゆみ)
9. BLOW my GALE (Game Size)
10. Ambitious World (PV Size)
11. ユメヲカケル! (Game Size)
12. winning the soul (Game Size)
13. うまぴょい伝説 (Game Size)

## 05
2022年4月27日発売。
収録曲
1. We are DREAMERS!!
作詞：高瀬愛虹、作曲：小野寺祐輔、編曲：瀬恒啓・小野寺祐輔、歌：スペシャルウィーク(和氣あず未)、サイレンススズカ(高野麻里佳)、トウカイテイオー(Machico)、オグリキャップ(高柳知葉)、ゴールドシップ(上田瞳)、メジロマックイーン(大西沙織)、テイエムオペラオー(徳井青空)、ナリタブライアン(衣川里佳)、シンボリルドルフ(田所あずさ)、タマモクロス(大空直美)、メジロライアン(土師亜文)、アドマイヤベガ(咲々木瞳)、サクラバクシンオー(三澤紗千香)、ミスターシービー(天海由梨奈)、メジロドーベル(久保田ひかり)、マチカネタンホイザ(遠野ひかる)、サトノダイヤモンド(立花日菜)、キタサンブラック(矢野妃菜喜)、サクラチヨノオー(野口瑠璃子)、メジロアルダン(会沢紗弥)、ヤエノムテキ(日原あゆみ)、ナリタトップロード(中村カンナ)
ゲームでは1st Anniversary ストーリー第1話を閲覧することで本曲が解放される。
2. RUN×RUN!
作詞：yura、作曲・編曲：高尾奏之介 (F.M.F)、歌：アグネスデジタル(鈴木みのり)、マヤノトップガン(星谷美緒)、スマートファルコン(大和田仁美)、ニシノフラワー(河井晴菜)、ハルウララ(首藤志奈)、マーベラスサンデー(三宅麻理恵)、ナイスネイチャ(前田佳織里)、ツインターボ(花井美春)
3. うまぴょい伝説
歌：スペシャルウィーク(和氣あず未)、サイレンススズカ(高野麻里佳)、トウカイテイオー(Machico)、オグリキャップ(高柳知葉)、ゴールドシップ(上田瞳)、メジロマックイーン(大西沙織)、テイエムオペラオー(徳井青空)、ナリタブライアン(衣川里佳)、シンボリルドルフ(田所あずさ)、アグネスデジタル(鈴木みのり)、タマモクロス(大空直美)、マヤノトップガン(星谷美緒)、メジロライアン(土師亜文)、アドマイヤベガ(咲々木瞳)、サクラバクシンオー(三澤紗千香)、スマートファルコン(大和田仁美)、ニシノフラワー(河井晴菜)、ハルウララ(首藤志奈)、マーベラスサンデー(三宅麻理恵)、ミスターシービー(天海由梨奈)、メジロドーベル(久保田ひかり)、ナイスネイチャ(前田佳織里)、マチカネタンホイザ(遠野ひかる)、ツインターボ(花井美春)、サトノダイヤモンド(立花日菜)、キタサンブラック(矢野妃菜喜)、サクラチヨノオー(野口瑠璃子)、メジロアルダン(会沢紗弥)、ヤエノムテキ(日原あゆみ)、ナリタトップロード(中村カンナ)
4. We are DREAMERS!! (Game Size)
5. うまぴょい伝説 (Game Size)
6. We are DREAMERS!! (Off Vocal)
7. RUN×RUN! (Off Vocal)

## 06
2022年4月27日発売。ゲーム内のBGMを収録したサウンドトラック。CD2枚組。
収録曲
Disc1
1. GIRLS' LEGEND U -やっとみんな会えたね-
歌：スペシャルウィーク(和氣あず未)、サイレンススズカ(高野麻里佳)、トウカイテイオー(Machico)、マルゼンスキー(Lynn)、オグリキャップ(高柳知葉)、ゴールドシップ(上田瞳)、ウオッカ(大橋彩香)、ダイワスカーレット(木村千咲)、タイキシャトル(大坪由佳)、グラスワンダー(前田玲奈)、メジロマックイーン(大西沙織)、エルコンドルパサー(髙橋ミナミ)、シンボリルドルフ(田所あずさ)、エアグルーヴ(青木瑠璃子)、マヤノトップガン(星谷美緒)、メジロライアン(土師亜文)、ライスシャワー(石見舞菜香)、アグネスタキオン(上坂すみれ)、ウイニングチケット(渡部優衣)、サクラバクシンオー(三澤紗千香)、スーパークリーク(優木かな)、ハルウララ(首藤志奈)、マチカネフクキタル(新田ひより)、ナイスネイチャ(前田佳織里)、キングヘイロー(佐伯伊織)
2. URAファイナルズ!!
3. この大舞台でもきっと
4. 奇跡に立ち会えた瞬間
5. ええ どうせ私は邪魔者ですから
6. アットホームなチーム
7. Let’s go! Start!
8. メジロ家の使命を共に背負うということ
9. 信じて支え続けること
10. トレセン学園案内
11. 不甲斐ない結果
12. 前髪ぱっつんのウマ娘
13. どさくさに紛れてたかろうとするのは
14. うしろであいつが動いてる
15. タレ目のウマ娘
16. 新生・チーム＜シリウス＞
17. すいーちゅー
18. 日中と夜がちょっと違うホームの音楽（昼）
19. GIRLS' LEGEND U -やっとみんな会える-
20. GIRLS' LEGEND U -出でよ!レインボー!!-
21. 育成強化中
22. Make debut! -育成はじめました-
23. URA ジュニア級 クラシック級
24. シャッターと自転車ベルの音がする商店街
25. くちブーエっ!ですが、何か?
26. やっちまっても大丈夫だよ
27. じつは大切な宝物
28. 学級委員長ですから
29. ポップな校舎裏
30. だいたい理事長

Disc2
1. 日中と夜がちょっと違うホームの音楽（夜）
2. URA シニア級
3. 合宿 de 海沿いシーサイド
4. 合宿 de プール沿いプールサイド
5. 異空空間に引きずり込め
6. ワォ あんし〜ん☆
7. Jingle Bells
8. お正月だよ GIRLS' LEGEND U
9. 福引のある商店街
10. 福引チャンス!
11. Happy Valentine's Day!!
12. タッちゃん
13. 私にとってすべてだったから
14. 3年間の思い出
15. パドック
16. デイリーレース
17. デイリーレース 最後の勝負
18. オープンレース
19. オープンレース 最後の勝負
20. 重賞パドック
21. GIII
22. GIII 最後の勝負
23. GII
24. GII 最後の勝負
25. URAファイナルズ ファンファーレ
26. GI&URAファイナルズ
27. GI&URAファイナルズ 最後の勝負
28. URAファイナルズ 決勝 出走表
29. URAファイナルズ 決勝ファンファーレ
30. 日本ダービー 有馬記念 URA決勝
31. 日本ダービー 有馬記念 URA決勝 最後の決戦
32. 東京&中山 GI競走
33. 東京&中山 重賞競走
34. 東京&中山 一般競走
35. 京都&阪神 GI競走
36. 京都&阪神 重賞競走
37. 京都&阪神 一般競走
38. 宝塚記念競走
39. 中京&小倉 重賞競走
40. 中京&小倉 一般競走
41. 福島&新潟 重賞競走
42. 福島&新潟 一般競走
43. 札幌&函館 重賞競走
44. 札幌&函館 一般競走
45. バクシンバクシンバクシンシン
作詞：碓井雅隆 (Cygames)・淺田美咲 (Cygames)、作曲・編曲：淺田美咲 (Cygames)、歌：サクラバクシンオー(三澤紗千香)
46. バクシンバクシンバクシンシン（おごそかVer.）　　
47. バクシンバクシンバクシンシン（おつかれVer.）　
48. バクシンバクシンバクシンシン（やるきVer.）
49. テイオーテイオーテイテイオー
歌：トウカイテイオー(CV.Machico)
50. ゴルシンゴルシンゴルシンシン
歌：ゴールドシップ(上田瞳)
51. 走れウマ娘
作詞：池田謙吉 作曲：池田謙吉・前田伸夫、編曲：本田晃弘(Cygames)・多田彰文、歌：スペシャルウィーク(和氣あず未)、サイレンススズカ(高野麻里佳)、トウカイテイオー(Machico)、ゴールドシップ(上田瞳)、タマモクロス(大空直美)、ウイニングチケット(渡部優衣)、駿川たづな(藤井ゆきよ)、実況の赤坂さん(明坂聡美)
52. ぱかチューブっ!ですが、何か?
作詞：上田瞳、作曲：本田晃弘 (Cygames)、編曲：池田健仁 (TRYTONELABO)・滝澤俊輔 (TRYTONELABO)・Lucas (TRYTONELABO)、歌：ゴールドシップ(上田瞳)

## 07
2022年8月17日発売。
収録曲
1. 笑顔の宝物 -Beyond The Future!-
作詞：遠藤フビト、作曲・編曲：三好啓太、歌：スペシャルウィーク(和氣あず未)、サイレンススズカ(高野麻里佳)、ゴールドシップ(上田瞳)、メジロマックイーン(大西沙織)、ナリタブライアン(衣川里佳)、ライスシャワー(石見舞菜香)、ウイニングチケット(渡部優衣)
ゲームではメインストーリー最終章をクリアすることで本曲が解放される。
2. マーベラスサンデータイム☆★
作詞：ぽん (ORESAMA)、作曲・編曲：小島英也 (ORESAMA)、歌：マーベラスサンデー(三宅麻理恵)
3. ときめきスクランブル
作詞：うらん、作曲・編曲：山口朗彦、歌：マヤノトップガン(星谷美緒)
4. ユースフルアイズ
作詞：真崎エリカ、作曲・編曲：酒井拓也 (Arte Refact)、歌：サクラローレル(真野美月)
5. うまぴょい伝説
歌：スペシャルウィーク(和氣あず未)、サイレンススズカ(高野麻里佳)、ゴールドシップ(上田瞳)、メジロマックイーン(大西沙織)、ナリタブライアン(衣川里佳)、マヤノトップガン(星谷美緒)、メジロライアン(土師亜文)、ライスシャワー(石見舞菜香)、ウイニングチケット(渡部優衣)、マーベラスサンデー(三宅麻理恵)、メジロドーベル(久保田ひかり)、メジロパーマー(のぐちゆり)、メジロアルダン(会沢紗弥)、メジロブライト(大西綺華)、サクラローレル(真野美月)
6. メジロ讃歌
作詞：椎名宇伊(Cygames)、 作曲・編曲：久保早瑠菜 (Cygames)、歌：メジロマックイーン(大西沙織)、メジロライアン(土師亜文)、メジロドーベル(久保田ひかり)、メジロパーマー(のぐちゆり)、メジロアルダン(会沢紗弥)、メジロブライト(大西綺華)
7. 笑顔の宝物 -Beyond The Future!- (Game Size)
8. うまぴょい伝説 (Game Size)

## 08
2022年9月28日発売。
収録曲
1. Gaze on Me!
作詞：真崎エリカ、作曲・編曲：中土智博、歌：ウオッカ(大橋彩香)、ダイワスカーレット(木村千咲)、マヤノトップガン(星谷美緒)、スマートファルコン(大和田仁美)、ダイタクヘリオス(山根綺)、サクラローレル(真野美月)、ヤマニンゼファー(今泉りおな)、ダイイチルビー(礒部花凜)、アストンマーチャン(井上ほの花)、ケイエスミラクル(佐藤日向)、コパノリッキー(稲垣好)、ホッコータルマエ(菊池紗矢香)、ワンダーアキュート(須藤叶希)
ゲームでは「1.5th Anniversary」第1話を閲覧することで本曲が解放される。
2. 忘却にて
作詞・作曲・編曲：鶴﨑輝一、歌：アストンマーチャン(井上ほの花)
3. LIKE THE WIND
作詞：真崎エリカ 作曲・編曲：水野谷怜 (Arte Refact)、歌：ヤマニンゼファー(今泉りおな)
4. 笑っちゃお!
作詞・作曲・編曲：木下龍平、歌：ダイタクヘリオス(山根綺)
5. 立ち位置ゼロ番!順位は一番!
作詞・作曲：前山田健一 編曲：三好啓太、歌：スマートファルコン(大和田仁美)
6. Precious Star Dreamer
作詞：新谷風太、作曲・編曲：徳田光希、歌：スペシャルウィーク(和氣あず未)、サイレンススズカ(高野麻里佳)、ゴールドシップ(上田瞳)、メジロマックイーン(大西沙織)、ナリタブライアン(衣川里佳)、ライスシャワー(石見舞菜香)、ウイニングチケット(渡部優衣)
7. うまぴょい伝説
歌：スペシャルウィーク(和氣あず未)、サイレンススズカ(高野麻里佳)、ゴールドシップ(上田瞳)、ウオッカ(大橋彩香)、ダイワスカーレット(木村千咲)、メジロマックイーン(大西沙織)、ナリタブライアン(衣川里佳)、マヤノトップガン(星谷美緒)、ライスシャワー(石見舞菜香)、ウイニングチケット(渡部優衣)、スマートファルコン(大和田仁美)、ダイタクヘリオス(山根綺)、サクラローレル(真野美月)、ヤマニンゼファー(今泉りおな)、ダイイチルビー(礒部花凜)、アストンマーチャン(井上ほの花)、ケイエスミラクル(佐藤日向)、コパノリッキー(稲垣好)、ホッコータルマエ(菊池紗矢香)、ワンダーアキュート(須藤叶希)
8. Gaze on Me!  (Game Size)
9. 立ち位置ゼロ番!順位は一番! (PV Size)
10. Precious Star Dreamer (Game Size)
11. うまぴょい伝説 (Game Size)

## 09
2022年12月28日発売。
収録曲
1. KIRARI MAGIC SHOW
作詞：真崎エリカ、 作曲・編曲：河合泰志 (Arte Refact)、歌：オグリキャップ (高柳知葉)、イナリワン (井上遥乃)、スマートファルコン (大和田仁美)、コパノリッキー (稲垣好)、ホッコータルマエ (菊池紗矢香)、ワンダーアキュート (須藤叶希)
大井競馬場の東京メガイルミとのコラボ企画で開催されたイベント「KIRARI MAGIC SHOW」で披露された楽曲。
2. ラキハピファンタスティック
作詞：Cocoro. (Dream Monster)、作曲：フワリ (Dream Monster)、編曲：フワリ (Dream Monster)・高木龍一 (Dream Monster)、歌：コパノリッキー (稲垣好)
3. けっぱれ!輝きストレート
作詞・作曲・編曲：lull、歌：ホッコータルマエ (菊池紗矢香)
4. 悠々閑々
作詞：小池龍也、作曲・編曲：田熊知存 (Dream Monster)、歌：ワンダーアキュート (須藤叶希)
5. Ms. VICTORIA
作詞：真崎エリカ、作曲・編曲：堀江晶太、歌：トウカイテイオー (Machico)、オグリキャップ (高柳知葉)、ウオッカ (大橋彩香)、タイキシャトル (大坪由佳)、エルコンドルパサー (髙橋ミナミ)、テイエムオペラオー (徳井青空)、ナリタブライアン (衣川里佳)、エアグルーヴ (青木瑠璃子)、タマモクロス (大空直美)、ビワハヤヒデ (近藤唯)、マヤノトップガン (星谷美緒)、ミホノブルボン (長谷川育美)、イナリワン (井上遥乃)、キタサンブラック (矢野妃菜喜)
チャンピオンズミーティングの決勝ライブ曲。
6. うまぴょい伝説
歌：トウカイテイオー (Machico)、オグリキャップ (高柳知葉)、ウオッカ (大橋彩香)、タイキシャトル (大坪由佳)、エルコンドルパサー (髙橋ミナミ)、テイエムオペラオー (徳井青空)、ナリタブライアン (衣川里佳)、エアグルーヴ (青木瑠璃子)、タマモクロス (大空直美)、ビワハヤヒデ (近藤唯)、マヤノトップガン (星谷美緒)、ミホノブルボン (長谷川育美)、イナリワン (井上遥乃)、スマートファルコン (大和田仁美)、キタサンブラック (矢野妃菜喜)、コパノリッキー (稲垣好)、ホッコータルマエ (菊池紗矢香)、ワンダーアキュート (須藤叶希)
7. KIRARI MAGIC SHOW (Game Size)
8. Ms. VICTORIA (Game Size)
9. うまぴょい伝説 (Game Size)

## 10
2023年2月8日発売。
収録曲
1. Overrunner!
作詞・作曲・編曲：Motokiyo、歌：ダイタクヘリオス (山根綺)、ヤマニンゼファー (今泉りおな)、ダイイチルビー (礒部花凜)、ケイエスミラクル (佐藤日向)
舞台劇「Sprinters' Story」の主題歌。
2. Destroy for Dasein
作詞：真崎エリカ、作曲・編曲：山本恭平 (Arte Refact)、歌：タニノギムレット (松岡美里)
3. THE SUPER STRONG S
作詞・作曲・編曲：武宮健、歌：シンボリクリスエス (春川芽生)
4. Play Again
作詞：Cocoro. (Dream Monster)、作曲・編曲：佐藤厚仁 (Dream Monster)、歌：ツルマルツヨシ (青山吉能)
5. うまぴょい伝説
歌：トウカイテイオー (Machico)、マルゼンスキー (Lynn)、タイキシャトル (大坪由佳)、グラスワンダー (前田玲奈)、メジロライアン (土師亜文)、ナイスネイチャ (前田佳織里)、ダイタクヘリオス (山根綺)、サクラチヨノオー (野口瑠璃子)、ツルマルツヨシ (青山吉能)、ヤマニンゼファー (今泉りおな)、シンボリクリスエス (春川芽生)、タニノギムレット (松岡美里)、ダイイチルビー (礒部花凜)、ケイエスミラクル (佐藤日向)
6. トレセン体操
作詞：椎名宇伊 (Cygames)、作曲・編曲：千葉梓 (Cygames)、歌：トウカイテイオー (Machico)、マルゼンスキー (Lynn)、タイキシャトル (大坪由佳)、グラスワンダー (前田玲奈)、メジロライアン (土師亜文)、ナイスネイチャ (前田佳織里)、サクラチヨノオー (野口瑠璃子)、ツルマルツヨシ (青山吉能)
7. Overrunner! (Game Size)
8. うまぴょい伝説 (Game Size)

## 11
2023年3月29日発売。
収録曲
1. DRAMATIC JOURNEY
作詞：真崎エリカ、作曲：内田哲也 (Cygames)・大熊淳生 (Arte Refact)、編曲：大熊淳生 (Arte Refact)、歌：スペシャルウィーク (和氣あず未)、トウカイテイオー (Machico)、テイエムオペラオー (徳井青空)、ナリタブライアン (衣川里佳)、シンボリルドルフ (田所あずさ)、マヤノトップガン (星谷美緒)、マンハッタンカフェ (小倉唯)、アグネスタキオン (上坂すみれ)、アドマイヤベガ (咲々木瞳)、マーベラスサンデー (三宅麻理恵)、ミスターシービー (天海由梨奈)、ツインターボ (花井美春)、サトノダイヤモンド (立花日菜)、キタサンブラック (矢野妃菜喜)、サクラローレル (真野美月)、ナリタトップロード (中村カンナ)、シンボリクリスエス (春川芽生)、タニノギムレット (松岡美里)、メジロラモーヌ (東山奈央)、サトノクラウン (鈴代紗弓)、シュヴァルグラン (夏吉ゆうこ)、ジャングルポケット (藤本侑里) 、カツラギエース (藤原夏海)
ゲームでは「2nd Anniversary」第1話を閲覧することで本曲が解放される。
2. Everlasting BEATS
作詞：真崎エリカ、作曲・編曲：伊藤和馬 (Arte Refact)、歌：トウカイテイオー (Machico)、ウオッカ (大橋彩香)、シンボリルドルフ (田所あずさ)、ツルマルツヨシ (青山吉能)、タニノギムレット (松岡美里)
ゲームではグランドマスターズで勝つことで本曲が解放される。
3. うまぴょい伝説
歌：スペシャルウィーク (和氣あず未)、トウカイテイオー (Machico)、ウオッカ (大橋彩香)、テイエムオペラオー (徳井青空)、ナリタブライアン (衣川里佳)、シンボリルドルフ (田所あずさ)、マヤノトップガン (星谷美緒)、マンハッタンカフェ (小倉唯)、アグネスタキオン (上坂すみれ)、アドマイヤベガ (咲々木瞳)、マーベラスサンデー (三宅麻理恵)、ミスターシービー (天海由梨奈)、ツインターボ (花井美春)、サトノダイヤモンド (立花日菜)、キタサンブラック (矢野妃菜喜)、ツルマルツヨシ (青山吉能)、サクラローレル (真野美月)、ナリタトップロード (中村カンナ)、シンボリクリスエス (春川芽生)、タニノギムレット (松岡美里)、メジロラモーヌ (東山奈央)、サトノクラウン (鈴代紗弓)、シュヴァルグラン (夏吉ゆうこ)、ジャングルポケット (藤本侑里)、カツラギエース (藤原夏海)
4. DRAMATIC JOURNEY (Game Size)
5. Everlasting BEATS (Game Size)
6. うまぴょい伝説 (Game Size)
7. DRAMATIC JOURNEY (Off Vocal)
8. Everlasting BEATS (Off Vocal)

## 12
2023年4月26日発売。ゲーム内のBGMを収録したサウンドトラック。CD3枚組。
収録曲
Disc1
1. 漆黒の魔法使い
2. 小さながんばり屋
3. 任務を遂行します
4. ひとりぼっちの魔法使い
5. 輝く未来を君と見たいから
6. 魔法が使えなくなってしまった魔法使い
7. もう 泣かないよ
8. みんなを幸せにする魔法
9. レジェンドレース ファンファーレ
10. レジェンドレース
11. レジェンドレース 最後の勝負
12. チーム競技場 -DRAW-
13. Brand-new Friend
14. トモダチ以上
15. あるウマ娘の手記
16. きっと始まるStory
17. ゆーびきーりげーんまーんっ
18. little by little
19. キミと夢をかけるよ
20. ダービーウマ娘物語 序章
21. B・N・W!!
22. Turn up!
23. アタシの夢は…
24. 『友』と書いて『ライバル』
25. もっと早く!!もっともっと!!
26. あの日君に感じた何かを信じて
27. アタシたちのダービー
28. 開幕！チャンピオンズミーティング
29. チャンピオンズミーティング 予選ファンファーレ
30. チャンピオンズミーティング 予選
31. チャンピオンズミーティング 予選 最後の勝負
32. チャンピオンズミーティング 決勝ファンファーレ
33. チャンピオンズミーティング 決勝
34. チャンピオンズミーティング 決勝 最後の決戦

Disc2
1. 滾り、渇望す
2. ブッちぎればいいだけだ
3. 姉貴の想い
4. シャドーロールの怪物
5. 渇き続ける心
6. 虹の彼方へゆこう
7. 怪物の葛藤
8. 生きた証になれ
9. 剣と魔法の王国『ウマネスト』
10. 占いおばば、かく語りき
11. 一流魔将・キングレイジョー
12. コンドル猛撃破!
13. ウマ王ですが、何か?
14. 幻想うまぴょいLEGEND U
15. アオハル杯～輝け、チームの絆～
16. アオハル杯 1st Step
17. 徹底管理主義
18. アオハル杯 ファンファーレ
19. アオハル杯 プレシーズン
20. アオハル杯 プレシーズン 最後の勝負
21. アオハル杯 2nd Step
22. チーム＜ファースト＞の宣戦布告
23. アオハル杯 3rd Step
24. 貴方たちに私のチームが倒せますか?
25. アオハル杯 決勝ファンファーレ
26. アオハル杯 決勝
27. アオハル杯 決勝 最後の決戦
28. 劇的フィナーレ!!!

Disc3
1. あの娘が水着に着替えたら -うまぴょい夏物語-
2. ディスコ×ティラミス×ナタデココ
3. バブリー純情派
4. 晩秋、囃子響きたる
5. 秋寂びて君を想う
6. 百花繚乱、三人娘の舞
7. きみ、珊瑚樹のごとく
8. YA BU SA ME
9. レーシングカーニバル de Go Go!
10. カーニバルレース ファンファーレ
11. チャレンジレース ファンファーレ
12. チャレンジレース
13. チャレンジレース 最後の勝負
14. メリー、グロウアップ・シャイン!
15. Winter Wonderland U
16. Christmaspecial
17. 新春大大吉キタル!
18. 天晴みんなに福が来る
19. Make a new track!!～クライマックス開幕～
20. Make a new track!! ジュニア級 クラシック級
21. Make a new track!! シニア級
22. トゥインクルスタークライマックス ファンファーレ
23. トゥインクルスタークライマックス
24. トゥインクルスタークライマックス 最後の勝負
25. トゥインクルスタークライマックス 最後の決戦
26. ウィー・アー・フレンズ♪
27. 羽ばたきのRun-up!
28. Dear DREAMERS
29. We are DREAMERS!! -Ver Inst Melody-
30. デイリーレース ファンファーレ
31. チームレース ファンファーレ
32. トレーナーズカップ ファンファーレ
33. トレーニングレース ファンファーレ
34. 川崎レース場 ファンファーレ
35. 船橋レース場 ファンファーレ
36. 盛岡レース場 JpnIII競走 ファンファーレ
37. 盛岡レース場 JpnI競走 ファンファーレ
38. 大井レース場 東京大賞典 ファンファーレ
39. 大井レース場 ファンファーレ
40. ルーレットダービー
41. うまぴょい伝説 ‐こんなUFOはじめて‐
42. Fanfare for Future! ‐頑張って get!‐
43. グロウアップ・シャイン!‐落ちるなんてNo Thank You!‐
44. Let's go ! リッキー☆
45. チヨノオーのお悩み相談室のうた
作詞：木下龍平・Cygames、作曲・編曲：木下龍平、歌：サクラチヨノオー (野口瑠璃子)
46. ゴルシでラップ -It's むりむり-
作詞：國吉理応 (Cygames)、作曲：康貞蘭 (Cygames)・國吉理応 (Cygames)、編曲：康貞蘭 (Cygames)、歌：ゴールドシップ (上田瞳)

## 13
2023年9月6日発売。
収録曲
1. トレセン音頭
作詞：丹下めえな、作曲：本田晃弘 (Cygames)、編曲：加藤慶久 (Cygames)・本田晃弘 (Cygames)、歌：ナリタブライアン (衣川里佳)、マヤノトップガン (星谷美緒)、アドマイヤベガ (咲々木瞳)、イナリワン (井上遥乃)、サトノダイヤモンド (立花日菜)、キタサンブラック (矢野妃菜喜)、ヤエノムテキ (日原あゆみ)、サクラローレル (真野美月)、ナリタトップロード (中村カンナ)、サトノクラウン (鈴代紗弓)、シュヴァルグラン (夏吉ゆうこ)、ネオユニヴァース (白石晴香)、ヒシミラクル (春日さくら)
ゲームでは「2.5th Anniversary」第1話を閲覧することで本曲が解放される。
2. ▷▷▷▶︎ぶっとび かっとび 全開エンジン!
作詞：烏屋茶房、作曲・編曲：睦月周平、歌：ツインターボ (花井美春)
3. Excellent Condition
作詞：Cocoro. (Dream Monster)、作曲・編曲：Kijibato (Dream Monster)、歌：イクノディクタス (田澤茉純)
4. TAILWIND
作詞：Ereca・Teje (MUSIC FOR MUSIC)、作曲・編曲：Soma Genda (MUSIC FOR MUSIC)・Teje (MUSIC FOR MUSIC)、歌：マチカネタンホイザ (遠野ひかる)
5. Hat on your Head!
作詞：松井洋平 作曲・編曲：中土智博、歌：キャップ・ビー (ミスターシービー (天海由梨奈))、MACOtMai (ホッコータルマエ (菊池紗矢香))、816-n (マチカネタンホイザ (遠野ひかる))、オリィザ (ライスシャワー (石見舞菜香))、マリン・C (シュヴァルグラン (夏吉ゆうこ))
6. うまぴょい伝説
歌：ナリタブライアン (衣川里佳)、マヤノトップガン (星谷美緒)、ライスシャワー (石見舞菜香)、アドマイヤベガ (咲々木瞳)、イナリワン (井上遥乃)、ミスターシービー (天海由梨奈)、マチカネタンホイザ (遠野ひかる)、イクノディクタス (田澤茉純)、ツインターボ (花井美春)、サトノダイヤモンド (立花日菜)、キタサンブラック (矢野妃菜喜)、ヤエノムテキ (日原あゆみ)、サクラローレル (真野美月)、ナリタトップロード (中村カンナ)、サトノクラウン (鈴代紗弓)、シュヴァルグラン (夏吉ゆうこ)、ホッコータルマエ (菊池紗矢香)、ネオユニヴァース (白石晴香)、ヒシミラクル (春日さくら)
7. トレセン音頭 (Game Size)
8. Hat on your Head! (PV Size)
9. うまぴょい伝説 (Game Size)

## 14
2023年9月13日発売。
収録曲
1. L'Arc de gloire
作詞：やしきん (F.M.F)、作曲・編曲：伊藤翼、歌：ゴールドシップ (上田瞳)、ウオッカ (大橋彩香)、エルコンドルパサー (髙橋ミナミ)、マンハッタンカフェ (小倉唯)、エアシャカール (津田美波)、エイシンフラッシュ (藤野彩水)、ナカヤマフェスタ (下地紫野)、サトノダイヤモンド (立花日菜)、キタサンブラック (矢野妃菜喜)、シリウスシンボリ (ファイルーズあい)、サクラローレル (真野美月)、ネオユニヴァース (白石晴香)、タップダンスシチー (篠田みなみ)
ゲームでは凱旋門賞で勝つことで本曲が解放される。
2. GALACTIC PLAYER
作詞：新谷風太、作曲・編曲：藤井健太郎 (HANO)、歌：シリウスシンボリ (ファイルーズあい)
3. DANCE!DANCE!“ROMAN”
作詞：柿沼雅美、作曲・編曲：滝澤俊輔 (TRYTONELABO)、歌：タップダンスシチー (篠田みなみ)
4. You know me
作詞：Tayuto Nakasu・Kanata Okajima、作曲：Kanata Okajima・MEG (MEGMETAL) 編曲：MEG (MEGMETAL)、歌：ナカヤマフェスタ (下地紫野)
5. GSK☆
作詞・作曲：meiyo、編曲：三好啓太、歌：ゴールドシチー (香坂さき)、トーセンジョーダン (鈴木絵理)、メジロパーマー (のぐちゆり)、ダイタクヘリオス (山根綺)
6. うまぴょい伝説
歌：ゴールドシップ (上田瞳)、ウオッカ (大橋彩香)、エルコンドルパサー (髙橋ミナミ)、マンハッタンカフェ (小倉唯)、エアシャカール (津田美波)、エイシンフラッシュ (藤野彩水)、ゴールドシチー (香坂さき)、トーセンジョーダン (鈴木絵理)、ナカヤマフェスタ (下地紫野)、メジロパーマー (のぐちゆり)、ダイタクヘリオス (山根綺)、サトノダイヤモンド (立花日菜)、キタサンブラック (矢野妃菜喜)、シリウスシンボリ (ファイルーズあい)、サクラローレル (真野美月)、ネオユニヴァース (白石晴香)、タップダンスシチー (篠田みなみ)
7. L'Arc de gloire (Game Size)
8. GSK☆ (PV Size)
9. うまぴょい伝説 (Game Size)

## 15
2024年1月24日発売。
収録曲
1. Comeback Story V
作詞：國吉理応 (Cygames)、作曲・編曲：康貞蘭 (Cygames)、歌：スペシャルウィーク (和氣あず未)、ライスシャワー (石見舞菜香)、スマートファルコン (大和田仁美)、トーセンジョーダン (鈴木絵理)、ナイスネイチャ (前田佳織里)、キングヘイロー (佐伯伊織)、メジロパーマー (のぐちゆり)、ツルマルツヨシ (青山吉能)、サクラローレル (真野美月)、ヒシミラクル (春日さくら)
2. 平凡、時にミラクル
作詞：田辺望・叶人、作曲・編曲：田辺望、歌：ヒシミラクル (春日さくら)
3. 銀河系フィロソフィー
作詞・作曲・編曲：やしきん (F.M.F)、歌：ネオユニヴァース (白石晴香)
4. 埋火の英雄
作詞：瀬名航、作曲・編曲：坪田修平 (TRYTONELABO)、歌：ゼンノロブロイ (照井春佳)
5. Ambitious World (Beyond The Promise Ver.)
作詞：真崎エリカ、作曲：大熊淳生 (Arte Refact)、編曲：大熊淳生 (Arte Refact)・酒井拓也 (Arte Refact)、歌：サトノダイヤモンド (立花日菜)、キタサンブラック (矢野妃菜喜)
6. うまぴょい伝説
歌：スペシャルウィーク (和氣あず未)、ライスシャワー (石見舞菜香)、スマートファルコン (大和田仁美)、ゼンノロブロイ (照井春佳)、トーセンジョーダン (鈴木絵理)、ナイスネイチャ (前田佳織里)、キングヘイロー (佐伯伊織)、メジロパーマー (のぐちゆり)、サトノダイヤモンド (立花日菜)、キタサンブラック (矢野妃菜喜)、ツルマルツヨシ (青山吉能)、サクラローレル (真野美月)、ネオユニヴァース (白石晴香)、ヒシミラクル (春日さくら)
7. うまぴょい伝説 (Game Size)

## 16
2024年3月6日発売。
収録曲
1. U.M.A. NEW WORLD!!
作詞・作曲：伊禮完 (Cygames)、編曲：伊禮完 (Cygames)・市橋卓也 (Cygames)、歌：スペシャルウィーク (和氣あず未)、オグリキャップ (高柳知葉)、ゴールドシップ (上田瞳)、ナリタブライアン (衣川里佳)、タマモクロス (大空直美)、マンハッタンカフェ (小倉唯)、アグネスタキオン (上坂すみれ)、サトノダイヤモンド (立花日菜)、キタサンブラック (矢野妃菜喜)、サクラローレル (真野美月)、ヴィルシーナ (奥野香耶)、ジャングルポケット (藤本侑里)、ドゥラメンテ (秋奈)、ラインクラフト (小島菜々恵)、シーザリオ (佐藤榛夏)、オルフェーヴル (日笠陽子)、ジェンティルドンナ (芹澤優)、ウインバリアシオン (月城日花)
ゲームでは「3rd Anniversary」第1話を閲覧することで本曲が解放される。
2. EXCEED
作詞：T4K・モリタコータ、作曲・編曲：T4K、歌：ドゥラメンテ (秋奈)
3. 僕が憧れた青
作詞：柿沼雅美・白戸佑輔 (Dream Monster)、作曲・編曲：白戸佑輔 (Dream Monster)、歌：シュヴァルグラン (夏吉ゆうこ)
4. Confident
作詞：miyakei・Shadow-words　作曲・編曲：TeddyLoid・Em.me、歌：サトノクラウン (鈴代紗弓)
5. うまぴょい伝説
歌：スペシャルウィーク (和氣あず未)、オグリキャップ (高柳知葉)、ゴールドシップ (上田瞳)、ナリタブライアン (衣川里佳)、タマモクロス (大空直美)、マンハッタンカフェ (小倉唯)、アグネスタキオン (上坂すみれ)、サトノダイヤモンド (立花日菜)、キタサンブラック (矢野妃菜喜)、サクラローレル (真野美月)、サトノクラウン (鈴代紗弓)、シュヴァルグラン (夏吉ゆうこ)、ヴィルシーナ (奥野香耶)、ジャングルポケット (藤本侑里)、ドゥラメンテ (秋奈)、ラインクラフト (小島菜々恵)、シーザリオ (佐藤榛夏)、オルフェーヴル (日笠陽子)、ジェンティルドンナ (芹澤優)、ウインバリアシオン (月城日花)
6. U.M.A. NEW WORLD!! (Game Size)
7. うまぴょい伝説 (Game Size)

## 17
2024年3月6日発売。ゲーム内のBGMを収録したサウンドトラック。CD3枚組。
収録曲
Disc1
1. scenery
2. Silent Star -見たい景色があるから-
3. Silent Star -この美しい世界-
4. この景色は譲らない
5. transforming -私だけの走り-
6. 異次元の逃亡劇
7. 行きつく未来
8. transforming -超えたい壁-
9. ゆずれない夢の途中
10. 膨らみ続ける感情
11. 想いを背負うウマ娘
12. 宵闇の約束
13. 景色を追い続けて
14. 目指せ!最強チーム
15. スカウトレース ファンファーレ
16. スカウトレース
17. スカウトレース 最後の勝負
18. トレーナー技能試験
19. レース結果 -着外-
20. レース結果 -1着-
21. ソワレ・ド・エトワーレ
22. mag!c number
23. DJ Time mixed by !monad
24. リーニュ・ドロワット
25. 轟け、エール!
26. トレセン学園応援団
27. ユメヲカケル! -トレセン学園応援団 Ver-

Disc2
1. わたしの印は大本命◎ -日本一を目指して!-
2. お母ちゃんたちのためにも!
3. 想いはいっぱい!　日本ダービー
4. 想いを力に!　天皇賞 (春)
5. To Be Continued
6. いざ、参ります
7. 頂へ至る道　宝塚記念
8. Montjeu, Le Mur du Monde
9. 世界最強への舞台　凱旋門賞
10. みなさんにあって、私にはない
11. 私たちは今日も走る
12. みんなにとっての日本一
13. 世界最強を手にするのは
14. 日本総大将
15. 開幕!ビューティードリームカップ
16. ミューズ・オーディション
17. Beauty-Anshinzawa
18. GIRLS' LEGEND WEDDING
19. 初夏の風
20. サマーウォーク de リバーサイド
21. サマーウォーク de フォレストサイド
22. 大好きのタカラバコ -ロードナイトと夢の石 Ver-

Disc3
1. グランドライブ ジュニア級 クラシック級
2. グランドライブ シニア級
3. 育成完了
4. 目標未達成…
5. 蒸気機関と鉄の街
6. ただいまジョブ選択中
7. GIRLS' steam p-U-nk
8. Dream Deliverer
9. イナリとタマ
10. 団結祈願!
11. 想撚 (おもいより)
12. SHI N ME GA KE
13. グランドマスターズ -継ぐ者達へ-
14. グランドマスターズ ジュニア級 クラシック級
15. バイアリーターク
16. グロウアップレース ファンファーレ
17. グロウアップレース
18. グロウアップレース 最後の勝負
19. ダーレーアラビアン
20. グランドマスターズ シニア級
21. WBC開幕
22. SUPER WBC開幕
23. WBC & SUPER WBC
24. WBC & SUPER WBC 最後の勝負
25. ゴドルフィンバルブ
26. 祖にして導く者
27. グランドマスターズ開幕
28. グランドマスターズ
29. グランドマスターズ 最後の決戦
30. GENERATIONS 勇者ひしめく時代 篇
31. しゃぼん玉
32. 猪突猛進×ひたむき×アイズ

## 18
2024年4月17日発売。
収録曲
1. 爆熱マイソウル
作詞・作曲・編曲：市橋卓也 (Cygames)、歌：メジロライアン (土師亜文)、アイネスフウジン (長江里加)、ウイニングチケット (渡部優衣)、トーセンジョーダン (鈴木絵理)、ビコーペガサス (田中あいみ)、イクノディクタス (田澤茉純)、ヤエノムテキ (日原あゆみ)、ナリタトップロード (中村カンナ)、ワンダーアキュート (須藤叶希)、ドゥラメンテ (秋奈)
ゲームではU.A.FのSHOW DOWNで総合優勝することで本曲が解放される。
2. QueenBee
作詞：Carlos K.・Shadow-words　作曲・編曲：チバニャン・Carlos K.、歌：デアリングハート (希水しお)
3. 十帰りの花
作詞：森本練、作曲・編曲：佐藤厚仁 (Dream Monster)、歌：エアメサイア (根本優奈)
4. 朝露は大河の夢を見る
作詞：八城雄太、作曲：池田光穂、編曲：伊藤翼・Devin Kinoshita、歌：シーザリオ (佐藤榛夏)
5. Over a Tiara
作詞：hotaru、作曲・編曲：eba (F.M.F)、歌：ラインクラフト (小島菜々恵)
6. うまぴょい伝説
歌：メジロライアン (土師亜文)、アイネスフウジン (長江里加)、ウイニングチケット (渡部優衣)、トーセンジョーダン (鈴木絵理)、ビコーペガサス (田中あいみ)、イクノディクタス (田澤茉純)、ヤエノムテキ (日原あゆみ)、ナリタトップロード (中村カンナ)、ワンダーアキュート (須藤叶希)、ドゥラメンテ (秋奈)、ラインクラフト (小島菜々恵)、シーザリオ (佐藤榛夏)、エアメサイア (根本優奈)、デアリングハート (希水しお)
7. 爆熱マイソウル (Game Size)
8. うまぴょい伝説 (Game Size)

## 19
2024年6月26日発売。
収録曲
1. Unite!!
作詞：Giz'Mo(from Jam9)、作曲：YUU for YOU・Giz'Mo(from Jam9)、編曲：YUU for YOU、歌：スティルインラブ (宮下早紀)、ラインクラフト (小島菜々恵)、シーザリオ (佐藤榛夏)、エアメサイア (根本優奈)、デアリングハート (希水しお)
2. 最強ROARING
作詞・作曲・編曲：伊禮完 (Cygames)、歌：ジャングルポケット (藤本侑里)
3. 私が主役じゃダメですか?
作詞・作曲・編曲：佐藤遥 (Cygames)、歌：ダンツフレーム (福嶋晴菜)
4. Mystery × Chemistry
作詞：hotaru、作曲・編曲：タカハシヒビキ (F.M.F)、歌：マンハッタンカフェ (小倉唯)、アグネスタキオン (上坂すみれ)
5. 宇宙走娘＜コスモピュエラ＞　銀河冒険譚
作詞：椎名宇伊 (Cygames)、作曲・編曲：多田彰文、歌：ネオ・ネオユニヴァース (白石晴香)、ネオ・アグネスタキオン (上坂すみれ)、ヴィブロス・ネオ (伊藤彩沙)、ネオ・アドマイヤベガ (咲々木瞳)、ミホノブルボンSJ (長谷川育美)、ハロン02 (咲々木瞳)
6. 宇宙走娘＜コスモピュエラ＞　銀河冒険譚 -セリフハナイヤツダロン-
作詞：椎名宇伊 (Cygames)、作曲・編曲：多田彰文、歌：ネオ・ネオユニヴァース (白石晴香)、ネオ・アグネスタキオン (上坂すみれ)、ヴィブロス・ネオ (伊藤彩沙)、ネオ・アドマイヤベガ (咲々木瞳)、ミホノブルボンSJ (長谷川育美)
7. うまぴょい伝説
歌：マンハッタンカフェ (小倉唯)、ミホノブルボン (長谷川育美)、アグネスタキオン (上坂すみれ)、アドマイヤベガ (咲々木瞳)、ヴィブロス (伊藤彩沙)、ダンツフレーム (福嶋晴菜)、ジャングルポケット (藤本侑里)、スティルインラブ (宮下早紀)、ネオユニヴァース (白石晴香)、ラインクラフト (小島菜々恵)、シーザリオ (佐藤榛夏)、エアメサイア (根本優奈)、デアリングハート (希水しお)
8. 宇宙走娘＜コスモピュエラ＞　銀河冒険譚 (MV Size)
9. 宇宙走娘＜コスモピュエラ＞　銀河冒険譚 -セリフハナイヤツダロン- (MV Size)
10. うまぴょい伝説 (Game Size)

## 20
2024年7月31日発売。
収録曲
1. ウマすぎ!グルメパレード
作詞・作曲・編曲：ハマダコウキ、歌：スペシャルウィーク (和氣あず未)、ミホノブルボン (長谷川育美)、ヒシアケボノ (松嵜麗)、ライスシャワー (石見舞菜香)、ニシノフラワー (河井晴菜)、ビコーペガサス (田中あいみ)、シュヴァルグラン (夏吉ゆうこ)、カツラギエース (藤原夏海)、ヒシミラクル (春日さくら)、シーザリオ (佐藤榛夏)
ゲームでは大豊食祭を開宴することで本曲が解放される。
2. ゆーてネタだかんね♡
作詞：市橋卓也 (Cygames)・岩井彩夏 (Cygames) 、作曲・編曲：市橋卓也 (Cygames)、歌：トーセンジョーダン (鈴木絵理)
3. 誇りをこの手に
作詞・作曲・編曲：伊賀拓郎、歌：エイシンフラッシュ (藤野彩水)
4. GOCHISO様
作詞・作曲・編曲：Chinozo、歌：ヒシアマゾン (巽悠衣子)、サクラチヨノオー (野口瑠璃子)、カツラギエース (藤原夏海)、シーザリオ (佐藤榛夏)
5. ピスピス☆スピスピ ゴルシちゃんのうた
作詞・作曲・編曲：アオワイファイ (TOKYO LOGIC)、歌：ゴールドシップ (上田瞳)
6. うまぴょい伝説
歌：スペシャルウィーク (和氣あず未)、ゴールドシップ (上田瞳)、ヒシアマゾン (巽悠衣子)、ミホノブルボン (長谷川育美)、ヒシアケボノ (松嵜麗)、ライスシャワー (石見舞菜香)、エイシンフラッシュ (藤野彩水)、トーセンジョーダン (鈴木絵理)、ニシノフラワー (河井晴菜)、ビコーペガサス (田中あいみ)、サクラチヨノオー (野口瑠璃子)、シュヴァルグラン (夏吉ゆうこ)、カツラギエース (藤原夏海)、ヒシミラクル (春日さくら)、シーザリオ (佐藤榛夏)
7. ウマすぎ!グルメパレード (Game Size)
8. GOCHISO様 (PV Size)
9. うまぴょい伝説 (Game Size)

## 21
2024年9月4日発売。
収録曲
1. どどっと優勝!大感謝祭!!!
作詞・作曲：前山田健一、編曲：藤原燈太、歌：スペシャルウィーク (和氣あず未)、サイレンススズカ (高野麻里佳)、トウカイテイオー (Machico)、オグリキャップ (高柳知葉)、ゴールドシップ (上田瞳)、ウオッカ (大橋彩香)、ダイワスカーレット (木村千咲)、グラスワンダー (前田玲奈)、メジロマックイーン (大西沙織)、エルコンドルパサー (髙橋ミナミ)、シンボリルドルフ (田所あずさ)、エアグルーヴ (青木瑠璃子)、セイウンスカイ (鬼頭明里)、スイープトウショウ (杉浦しおり)、マチカネフクキタル (新田ひより)、ミスターシービー (天海由梨奈)、メジロドーベル (久保田ひかり)、キングヘイロー (佐伯伊織)、サトノダイヤモンド (立花日菜)、キタサンブラック (矢野妃菜喜)、ツルマルツヨシ (青山吉能)、メジロブライト (大西綺華)、アストンマーチャン (井上ほの花)、スティルインラブ (宮下早紀)、ハッピーミーク (吉咲みゆ)
ゲーム「ウマ娘 プリティーダービー 熱血ハチャメチャ大感謝祭!」テーマソング。
2. 愛舞い、喰らい。
作詞・作曲・編曲：梯拓哉 (Cygames)、歌：スティルインラブ (宮下早紀)
3. Love Will Come Through
作詞：Cocoro. (Dream Monster)、作曲・編曲：白戸佑輔 (Dream Monster)、歌：メジロラモーヌ (東山奈央)
4. LADY G DONNA
作詞・作曲・編曲：GAK-amazuti-、歌：ジェンティルドンナ (芹澤優)
5. うまぴょい伝説
歌：スペシャルウィーク (和氣あず未)、サイレンススズカ (高野麻里佳)、トウカイテイオー (Machico)、オグリキャップ (高柳知葉)、ゴールドシップ (上田瞳)、ウオッカ (大橋彩香)、ダイワスカーレット (木村千咲)、グラスワンダー (前田玲奈)、メジロマックイーン (大西沙織)、エルコンドルパサー (髙橋ミナミ)、シンボリルドルフ (田所あずさ)、エアグルーヴ (青木瑠璃子)、セイウンスカイ (鬼頭明里)、スイープトウショウ (杉浦しおり)、マチカネフクキタル (新田ひより)、ミスターシービー (天海由梨奈)、メジロドーベル (久保田ひかり)、キングヘイロー (佐伯伊織)、サトノダイヤモンド (立花日菜)、キタサンブラック (矢野妃菜喜)、ツルマルツヨシ (青山吉能)、メジロブライト (大西綺華)、メジロラモーヌ (東山奈央)、アストンマーチャン (井上ほの花)、スティルインラブ (宮下早紀)、ジェンティルドンナ (芹澤優)、ハッピーミーク (吉咲みゆ)
6. うまぴょい伝説 (Game Size)

## 22
2024年10月16日発売。
収録曲
1. UMA Summer
作詞：岩井彩夏 (Cygames)・國吉理応 (Cygames)、作曲：加藤慶久・椎名宇伊・関根修平・長谷部翔・廣田慎矢・池田健仁・白井友規 (いずれもCygames)、編曲：長谷部翔 (Cygames)、歌：スマートファルコン (大和田仁美)、ナカヤマフェスタ (下地紫野)、メジロパーマー (のぐちゆり)、ダイタクヘリオス (山根綺)、トランセンド (塚田悠衣)、ダンツフレーム (福嶋晴菜)、ジャングルポケット (藤本侑里)、コパノリッキー (稲垣好)、ホッコータルマエ (菊池紗矢香)、ワンダーアキュート (須藤叶希)、ラインクラフト (小島菜々恵)、ジェンティルドンナ (芹澤優)、ドリームジャーニー (吉岡茉祐)、カルストンライトオ (望月ゆみこ)
ゲームでは「3.5th Anniversary」第3話を閲覧することで本曲が解放される。
2. I Can't Choose to Give Up!
作詞：岩井彩夏 (Cygames)　作曲・編曲：Lucas Nainemoutou (Cygames)、歌：ヴィルシーナ (奥野香耶)
3. マリンブルー・マジック♡
作詞：佐藤遥 (Cygames)・菊池拓人 (Cygames)、作曲・編曲：佐藤遥 (Cygames)、歌：ヴィブロス (伊藤彩沙)
4. どこまで走れば
作詞・作曲・編曲：yoss、歌：ウインバリアシオン (月城日花)
5. うまぴょい伝説
歌：スマートファルコン (大和田仁美)、ナカヤマフェスタ (下地紫野)、メジロパーマー (のぐちゆり)、ダイタクヘリオス (山根綺)、トランセンド (塚田悠衣)、ヴィルシーナ (奥野香耶)、ヴィブロス (伊藤彩沙)、ダンツフレーム (福嶋晴菜)、ジャングルポケット (藤本侑里)、コパノリッキー (稲垣好)、ホッコータルマエ (菊池紗矢香)、ワンダーアキュート (須藤叶希)、ラインクラフト (小島菜々恵)、ジェンティルドンナ (芹澤優)、ウインバリアシオン (月城日花)、ドリームジャーニー (吉岡茉祐)、カルストンライトオ (望月ゆみこ)
6. UMA Summer (Game Size)
7. うまぴょい伝説 (Game Size)

## 23
2024年12月11日発売。
収録曲
1. O - ロライズ
作詞・作曲：池田健仁 (Cygames)、編曲：MK、歌：ビワハヤヒデ (近藤唯)、エアシャカール (津田美波)、ナリタタイシン (渡部恵子)、シンボリクリスエス (春川芽生)、タニノギムレット (松岡美里)、ST-2 (シュガーライツ)（石川由依)
ゲームでは「走れ！メカウマ娘-夢繋ぐ発明-」で「発表会：途中経過として」又は「発表会：最良の友たちと」を閲覧することで本曲が解放される。
2. ZOKZOK
作詞・作曲・編曲：Lucas Nainemoutou (Cygames)、歌：トランセンド (塚田悠衣)
3. ピヨっピヨにしてやんよッ！
作詞：佐藤遥 (Cygames)、作曲・編曲：池田健仁 (Cygames)、歌：エスポワールシチー (亜咲花)
4. Dear My Dream
作詞：朝倉路、作曲・編曲：長谷部翔 (Cygames)、歌：フリオーソ (西連寺亜希)
5. うまぴょい伝説
歌：ビワハヤヒデ (近藤唯)、エアシャカール (津田美波)、ナリタタイシン (渡部恵子)、フリオーソ (西連寺亜希)、トランセンド (塚田悠衣)、エスポワールシチー (亜咲花)、シンボリクリスエス (春川芽生)、タニノギムレット (松岡美里)
6. O - ロライズ (Game Size)
7. うまぴょい伝説 (Game Size)

## 24
2025年3月5日発売。
収録曲
1. STARTING FORCE
作詞：マイクスギヤマ、作曲・編曲：東大路憲太、歌：ゴールドシップ (上田瞳)、ナカヤマフェスタ (下地紫野)、デアリングタクト (羊宮妃那)、ラインクラフト (小島菜々恵)、デアリングハート (希水しお)、フサイチパンドラ (佳原萌枝)、オルフェーヴル (日笠陽子)、ドリームジャーニー (吉岡茉祐)、フェノーメノ (日比優理香)、ブラストワンピース (紫月杏朱彩)、アーモンドアイ (石原夏織)、ラッキーライラック (中島由貴)、グランアレグリア (夏目妃菜)、ラヴズオンリーユー (久保田未夢)、クロノジェネシス (真名瀬日和)、カレンブーケドール (小田杏樹)
ゲームでは「4th Anniversary」第1話を閲覧することで本曲が解放される。
2. 夢疾風
作詞・作曲・編曲：Aira (Dream Monster)、歌：ミスターシービー (天海由梨奈)
3. Stay on Course
作詞：丸橋怜那 (Cygames)、作曲・編曲：久保早瑠菜 (Cygames)、歌：ドリームジャーニー (吉岡茉祐)
4. 以下、勅命
作詞・作曲・編曲：市橋卓也 (Cygames)、歌：オルフェーヴル (日笠陽子)
5. うまぴょい伝説
歌：ゴールドシップ (上田瞳)、ナカヤマフェスタ (下地紫野)、ミスターシービー (天海由梨奈)、デアリングタクト (羊宮妃那)、ラインクラフト (小島菜々恵)、デアリングハート (希水しお)、フサイチパンドラ (佳原萌枝)、オルフェーヴル (日笠陽子)、ドリームジャーニー (吉岡茉祐)、フェノーメノ (日比優理香)、ブラストワンピース (紫月杏朱彩)、アーモンドアイ (石原夏織)、ラッキーライラック (中島由貴)、グランアレグリア (夏目妃菜)、ラヴズオンリーユー (久保田未夢)、クロノジェネシス (真名瀬日和)、カレンブーケドール (小田杏樹)
6. STARTING FORCE (Game Size)
7. うまぴょい伝説 (Game Size)

## 25
2025年3月5日発売。ゲーム内のBGMを収録したサウンドトラック。CD4枚組。
収録曲
Disc1
1. リーグオブヒーローズ ‐英雄たちの祭典‐
2. 開幕！リーグオブヒーローズ
3. リーグオブヒーローズ ファンファーレ
4. リーグオブヒーローズ メインステージ
5. リーグオブヒーローズ メインステージ 最後の勝負
6. SUPER HEROES
7. リーグオブヒーローズ エクストラステージ ファンファーレ
8. リーグオブヒーローズ エクストラステージ
9. リーグオブヒーローズ エクストラステージ 最後の決戦
10. KIRARI SNOW MAGIC SHOW
11. ゆるパカHAPPY HOLIDAYS！
12. まわれまわれ My Days
13. Rising × VICTORY!
14. それでもね 一緒がいい
15. 今年はみーんなウマくいくっ！
16. Ambitious World -ウマ巫女参り Ver-
17. ユメヲ×パティシエ！
18. Sugar Dream Secrets
19. スイートメモリー・ティータイム
20. マーベラスチョコ☆★
21. Cafe Sweet Memories
22. 目指せ！最強チーム スペシャルレース ファンファーレ
23. 目指せ！最強チーム スペシャルレース　
24. 目指せ！最強チーム スペシャルレース 最後の勝負
25. Leap into a New World!
26. 夕空に立つ、遠く
27. なってやるよ
28. Future gate
29. アグネスタキオンの因子研究
30. Neige＊Fleur
31. ベストデート
32. Danser le présent
33. されば君、かなし

Disc2
1. Reach for the stars プロジェクトL'Arc
2. プロジェクトL'Arc ジュニア級 クラシック級
3. 海外遠征
4. ロンシャン重賞 ファンファーレ
5. ロンシャン重賞
6. ロンシャン重賞 最後の勝負
7. プロジェクトL'Arc シニア級
8. 凱旋門賞 ファンファーレ
9. 凱旋門賞
10. 凱旋門賞 最後の決戦
11. Fanfare for Future! -Ver Inst Melody-
12. roulette ROCK derby
13. ワォ、スランプ～～～
14. Wedding Phantasia
15. うちらのための夏
16. もっと楽しんでこ♡summer
17. 夏の陽は、青く凪ぐ
18. Gaze on Me! -Ver Inst Melody-
19. Run toward summer
20. 吟遊詩人 (オルフェウス) は語る
21. 陰鬱な悪魔 (ベルフェゴール)
22. 別れの序幕 (プレリュード)
23. 闇夜 (ハロウィン) の追憶
24. 孤独な機械人形 (オートマトン)
25. 魂の契約 (コントラクトゥス)
26. 白く貴き少女 (クローバー)
27. The End of Farewell
28. 永遠の色彩 -Ver Inst Melody-
29. Everlasting BEATS -Piano Ver-
30. トレセン音頭 -雅 Ver-

Disc3
1. U.A.F. Ready GO! ～アスリートのキラメキ～
2. U.A.F. Ready GO! ジュニア級 クラシック級
3. U.A.F. TEST STAGE
4. U.A.F. Ready GO! シニア級
5. U.A.F. SHOW DOWN
6. メジロ・クリスマス・ナイト
7. ソシテミンナノクリスマス！
8. Mejiro Carol
9. ワタシモミンナノ
10. Umapyoi Celebrity
11. 負けない
12. トレセン音頭 -ぐだぐだ Ver-
13. 何回だって 何度だって
14. おでんせ！和みの幸味庵
15. 和風な学級委員長ですから
16. 煎茶 桃山 ゆるゆると
17. 開幕！マンスリーマッチ
18. レギュラーレース ファンファーレ
19. フィナーレレース ファンファーレ
20. マンスリーマッチ フィナーレレース
21. マンスリーマッチ フィナーレレース 最後の勝負
22. Overrun!
23. いっしょに笑いたい！
24. Joyful Jamboree!
25. 強敵ッ！マスターズチャレンジ
26. トレセン音頭 -下剋上 Ver-
27. いざ！陣取り合戦
28. 同士討ち！？
29. 拝啓、波真珠の私より

Disc4
1. 収穫ッ！満腹ッ！大豊食祭
2. 収穫ッ！満腹ッ！大豊食祭 ジュニア級 クラシック級
3. 収穫ッ！満腹ッ！大豊食祭 ジュニア級 クラシック級 ‐春の畑‐
4. 収穫ッ！満腹ッ！大豊食祭 ジュニア級 クラシック級 ‐夏の畑‐
5. 収穫ッ！満腹ッ！大豊食祭 ジュニア級 クラシック級 ‐秋の畑‐
6. 収穫ッ！満腹ッ！大豊食祭 ジュニア級 クラシック級 ‐冬の畑‐
7. 試食会♪
8. 収穫ッ！満腹ッ！大豊食祭 シニア級
9. 収穫ッ！満腹ッ！大豊食祭 シニア級 ‐大豊作の畑‐
10. 大豊食祭ッ！！
11. KIRARI MAGIC SUMMER☆
12. UNLIMITED IMPACT -夏の夕映え Ver-
13. P.O.P. NEW WORLD!!
14. UMA Summer -Harvest Moon Ver-
15. 全国興行
16. 走れ！メカウマ娘 -夢繋ぐ発明-
17. 走れ！メカウマ娘 ジュニア級 クラシック級
18. チューニング開始！
19. 走れ！メカウマ娘 シニア級
20. UGE Upgrade Exam
21. ライスシャワーのおべんとうばこのうた♪
22. ニシノフラワーのおべんとうばこのうた♪
23. うまさんぽ
24. ギャルさんぽ
25. 夏さんぽ ‐海でおさんぽ Ver‐
26. 夏さんぽ ‐二人でおでかけ Ver‐
27. KFCさんぽ ‐お店におでかけ Ver‐
28. KFCさんぽ ‐ネットオーダー Ver‐
29. 手作りチョコ♪
30. 特別チョコ♪
31. あなたに贈るメッセージカード
32. Santa Lucia (Versione di Sounds of Earth)
33. Lamentabile melodia
34. Piacere di conoscerti, amore.
35. Leggenda Umapyoi
36. E scaturisce... l'amore!
37. あしたも♪はれるや！
38. Never Looking Back -Band Ver-
39. SHAKEROCK (Game Size)
作詞：伊禮完 (Cygames)、作曲：伊禮完・市橋卓也 (Cygames)、編曲：伊禮完 (Cygames)、歌：シーキングザパール (福原綾香)、マヤノトップガン (星谷美緒)、マチカネフクキタル (新田ひより)

## 26
2025年4月9日発売。
収録曲
1. Legend-Changer
作詞・作曲・編曲：梯拓哉 (Cygames)、歌：オグリキャップ (高柳知葉)、エルコンドルパサー (髙橋ミナミ)、ナリタブライアン (衣川里佳)、シンボリルドルフ (田所あずさ)、シーキングザパール (福原綾香)、スマートファルコン (大和田仁美)、ミスターシービー (天海由梨奈)、キタサンブラック (矢野妃菜喜)、シリウスシンボリ (ファイルーズあい)、メジロラモーヌ (東山奈央)、ホッコータルマエ (菊池紗矢香)、シーザリオ (佐藤榛夏)、オルフェーヴル (日笠陽子)、ジェンティルドンナ (芹澤優)、アーモンドアイ (石原夏織)、実況 (男性) (茂木淳一)
ゲームでは「Dream Fest」のSprint Legend、Mile Legend、Classic Legend、Long Legend、Dirt Legendのいずれかで勝つことで本曲が解放される。
2. Glory Eyes
作詞・作曲・編曲：伊禮完 (Cygames)、歌：アーモンドアイ (石原夏織)
3. Absolute Faith
作詞：常楽寺澪、作曲：常楽寺澪・石黑剛、編曲：石黑剛・加藤慶久 (Cygames)、歌：ミホノブルボン (長谷川育美)
4. BoC-izm
作詞：Me & Na・Hacci・G.a.N.、作曲：Disc Jokey Honda・Hacci・G.a.N.、歌：F-Style (ノースフライト(指出毬亜))、<3 (ラヴズオンリーユー(久保田未夢))、 オリィザ (ライスシャワー(石見舞菜香))、アタ・マハネ (ナカヤマフェスタ(下地紫野))、Queen V (ヴィルシーナ(奥野香耶))、マリン・C (シュヴァルグラン(夏吉ゆうこ))、Lil♡V (ヴィブロス(伊藤彩沙))
5. うまぴょい伝説
歌：オグリキャップ (高柳知葉)、エルコンドルパサー (髙橋ミナミ)、ナリタブライアン (衣川里佳)、シンボリルドルフ (田所あずさ)、ミホノブルボン (長谷川育美)、ライスシャワー (石見舞菜香)、シーキングザパール (福原綾香)、スマートファルコン (大和田仁美)、ナカヤマフェスタ (下地紫野)、ミスターシービー (天海由梨奈)、キタサンブラック (矢野妃菜喜)、シリウスシンボリ (ファイルーズあい)、ノースフライト (指出毬亜)、メジロラモーヌ (東山奈央)、シュヴァルグラン (夏吉ゆうこ)、ヴィルシーナ (奥野香耶)、ヴィブロス (伊藤彩沙)、ホッコータルマエ (菊池紗矢香)、シーザリオ (佐藤榛夏)、オルフェーヴル (日笠陽子)、ジェンティルドンナ (芹澤優)、アーモンドアイ (石原夏織)、ラヴズオンリーユー (久保田未夢)、実況 (女性) (明坂聡美)
6. Legend-Changer (Game Size)
7. BoC-izm (PV Size)
8. BoC-izm (OK→U Size)
9. BoC-izm (AM×i Size)
10. BoC-izm (CΛ2 Size)
11. うまぴょい伝説 (Game Size)

## 27
2025年6月4日発売。
収録曲
1. Shake The World!!
作詞・作曲・編曲：藤井健太郎、歌：ブラストワンピース (紫月杏朱彩)、アーモンドアイ (石原夏織)、ラッキーライラック (中島由貴)、グランアレグリア (夏目妃菜)、ラヴズオンリーユー (久保田未夢)、クロノジェネシス (真名瀬日和)、カレンブーケドール (小田杏樹)
2. #カワイイって言って？
作詞・作曲・編曲：瀬名水紀 (Dream Monster)、歌：カレンチャン (篠原侑)
3. Mile×Rule Star
作詞：敬也-amazuti-、作曲：敬也-amazuti-・宮崎諒-amazuti-、編曲：宮崎諒-amazuti-、歌：グランアレグリア (夏目妃菜)
4. 灰のmemoire
作詞・作曲・編曲：伊禮完 (Cygames)、歌：オグリキャップ (高柳知葉)、ゴールドシップ (上田瞳)、メジロマックイーン (大西沙織)、セイウンスカイ (鬼頭明里)、タマモクロス (大空直美)、ビワハヤヒデ (近藤唯)、カレンチャン (篠原侑)、ヒシミラクル (春日さくら)、クロノジェネシス (真名瀬日和)
5. SHAKEROCK
作詞：伊禮完 (Cygames)、作曲：市橋卓也 (Cygames)・伊禮完 (Cygames)、編曲：伊禮完 (Cygames)、歌：マヤノトップガン (星谷美緒)、シーキングザパール (福原綾香)、マチカネフクキタル (新田ひより)
6. うまぴょい伝説
歌：オグリキャップ (高柳知葉)、ゴールドシップ (上田瞳)、メジロマックイーン (大西沙織)、セイウンスカイ (鬼頭明里)、タマモクロス (大空直美)、ビワハヤヒデ (近藤唯)、マヤノトップガン (星谷美緒)、カレンチャン (篠原侑)、シーキングザパール (福原綾香)、マチカネフクキタル (新田ひより)、ヒシミラクル (春日さくら)、ブラストワンピース (紫月杏朱彩)、アーモンドアイ (石原夏織)、ラッキーライラック (中島由貴)、グランアレグリア (夏目妃菜)、ラヴズオンリーユー (久保田未夢)、クロノジェネシス (真名瀬日和)、カレンブーケドール (小田杏樹)
7. 灰のmemoire (Short Size)
8. 灰のmemoire (ED Size) [1話Ver.]
9. 灰のmemoire (ED Size) [2話Ver.]
10. 灰のmemoire (ED Size) [3話Ver.]
11. 灰のmemoire (ED Size) [4話Ver.]
12. うまぴょい伝説 (Game Size)

## 28
2025年7月9日発売。
収録曲
1. タッカー's スキルアップアイランド
作詞・作曲：池田健仁 (Cygames)　編曲：MK、歌：タマモクロス (大空直美)、メジロライアン (土師亜文)、アイネスフウジン (長江里加)、ゴールドシチー (香坂さき)、サクラチヨノオー (野口瑠璃子)、タッカーブライン (小林ゆう)
2. 仰げば尊Mission!
作詞・作曲・編曲：やしきん (F.M.F)、歌：アグネスデジタル (鈴木みのり)
3. パラ・シエンプレ
作詞：森本練、作曲：カイザー恵理菜、編曲：中野領太、歌：ブエナビスタ (和泉風花)
4. 黎明に咲く華
作詞・作曲・編曲：椿山日南子 (Dream Monster)、歌：デアリングタクト (羊宮妃那)、メジロラモーヌ (東山奈央)、ヴィブロス (伊藤彩沙)、スティルインラブ (宮下早紀)、ジェンティルドンナ (芹澤優)、アーモンドアイ (石原夏織)、グランアレグリア (夏目妃菜)、ラヴズオンリーユー (久保田未夢)、クロノジェネシス (真名瀬日和)
5. うまぴょい伝説
歌：アグネスデジタル (鈴木みのり)、タマモクロス (大空直美)、メジロライアン (土師亜文)、アイネスフウジン (長江里加)、ゴールドシチー (香坂さき)、サクラチヨノオー (野口瑠璃子)、デアリングタクト (羊宮妃那)、メジロラモーヌ (東山奈央)、ヴィブロス (伊藤彩沙)、スティルインラブ (宮下早紀)、ブエナビスタ (和泉風花)、ジェンティルドンナ (芹澤優)、アーモンドアイ (石原夏織)、グランアレグリア (夏目妃菜)、ラヴズオンリーユー (久保田未夢)、クロノジェネシス (真名瀬日和)
6. タッカー's スキルアップアイランド (Game Size)
7. うまぴょい伝説 (Game Size)

## 29
2025年9月10日発売。